# Georgy Zhukov (futbolista)
Georgy Zhukov (Semey, 19 de noviembre de 1994) es un futbolista kazajo que juega de centrocampista en el Puszcza Niepołomice de la Ekstraklasa. Es internacional con la selección de fútbol de Kazajistán.

## Selección nacional
Zhukov fue internacional con la selección de fútbol de Bélgica sub-19 antes de ser internacional sub-21 y absoluto con la selección de fútbol de Kazajistán.
Con la selección kazaja debutó el 31 de marzo de 2015 frente a la selección de fútbol de Rusia.

## Clubes
| Club                  | País         | Año       |
| --------------------- | ------------ | --------- |
| Beerschot A. C.       | Bélgica      | 2011-2013 |
| Standard de Lieja     | Bélgica      | 2013-2016 |
| F. C. Astana (cedido) | Kazajistán   | 2014-2015 |
| Roda JC (cedido)      | Países Bajos | 2016      |
| F. C. Ural            | Rusia        | 2016      |
| F. C. Kairat Almaty   | Kazajistán   | 2017-2019 |
| Wisła Cracovia        | Polonia      | 2020-2022 |
| Cangzhou Mighty Lions | China        | 2022-2024 |
| Puszcza Niepołomice   | Polonia      | 2025-     |